# Antoni Chełmicki
Antoni Chełmicki herbu Nałęcz – chorąży dobrzyński w latach 1724–1735, stolnik dobrzyński w latach 1718–1724, miecznik dobrzyński w latach 1699–1713.
Był konsyliarzem ziemi dobrzyńskiej w konfederacji sandomierskiej 1704 roku. Jako poseł ziemi dobrzyńskiej był uczestnikiem Walnej Rady Warszawskiej 1710 roku. Poseł na sejm z limity 1719/1720 roku z ziemi dobrzyńskiej.